# Park Tadeusza Mazowieckiego w Poznaniu
Park Tadeusza Mazowieckiego – park zlokalizowany na terenie Poznania na Starym Mieście wzdłuż lewego brzegu Warty, między mostami Królowej Jadwigi i św. Rocha. Obszarowo pokrywa się w części z dawnym Placem Zjednoczenia.

## Historia
Park został utworzony uchwałą poznańskich radnych 20 maja 2014, aby upamiętnić pierwszego niekomunistycznego premiera III RP oraz uświęcić 25. rocznicę przemian ustrojowych. Otwarcia dokonał prezydent Bronisław Komorowski z prezydentem Poznania Ryszardem Grobelnym.

## Obiekty
2 czerwca, w trakcie uroczystości otwarcia parku, prezydent Bronisław Komorowski posadził „dąb wolności”. Ponadto w parku rośnie, posadzony w 2011, Dąb Pamięci porucznika Jana Szmagiera (ur. 2 stycznia 1908 we Władysławowie) zamordowanego przez NKWD w Katyniu w 1940.
Z parkiem sąsiaduje Skwer Przyjaźni Polsko-Węgierskiej.

## Galeria

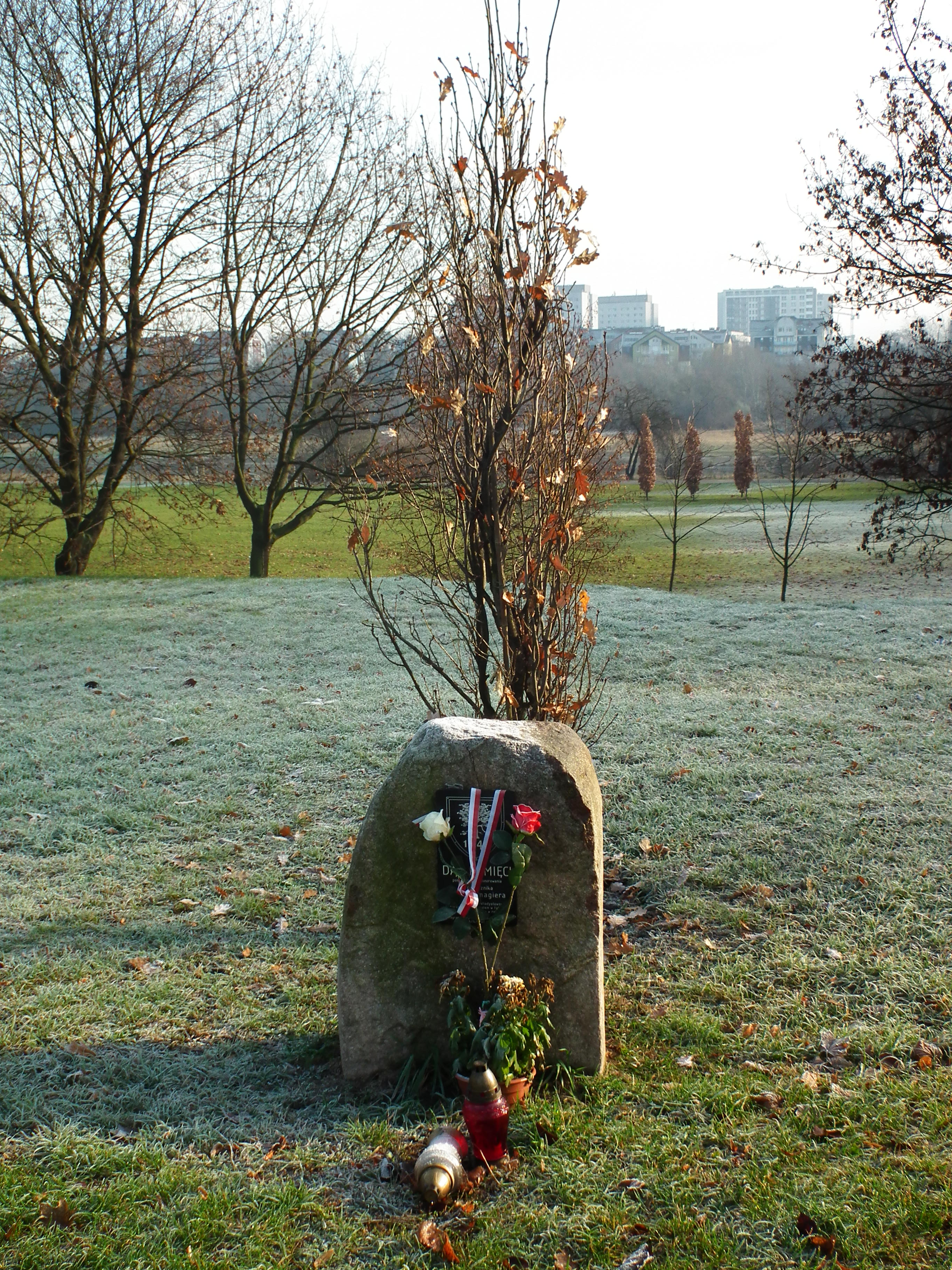
Dąb Szmagiera
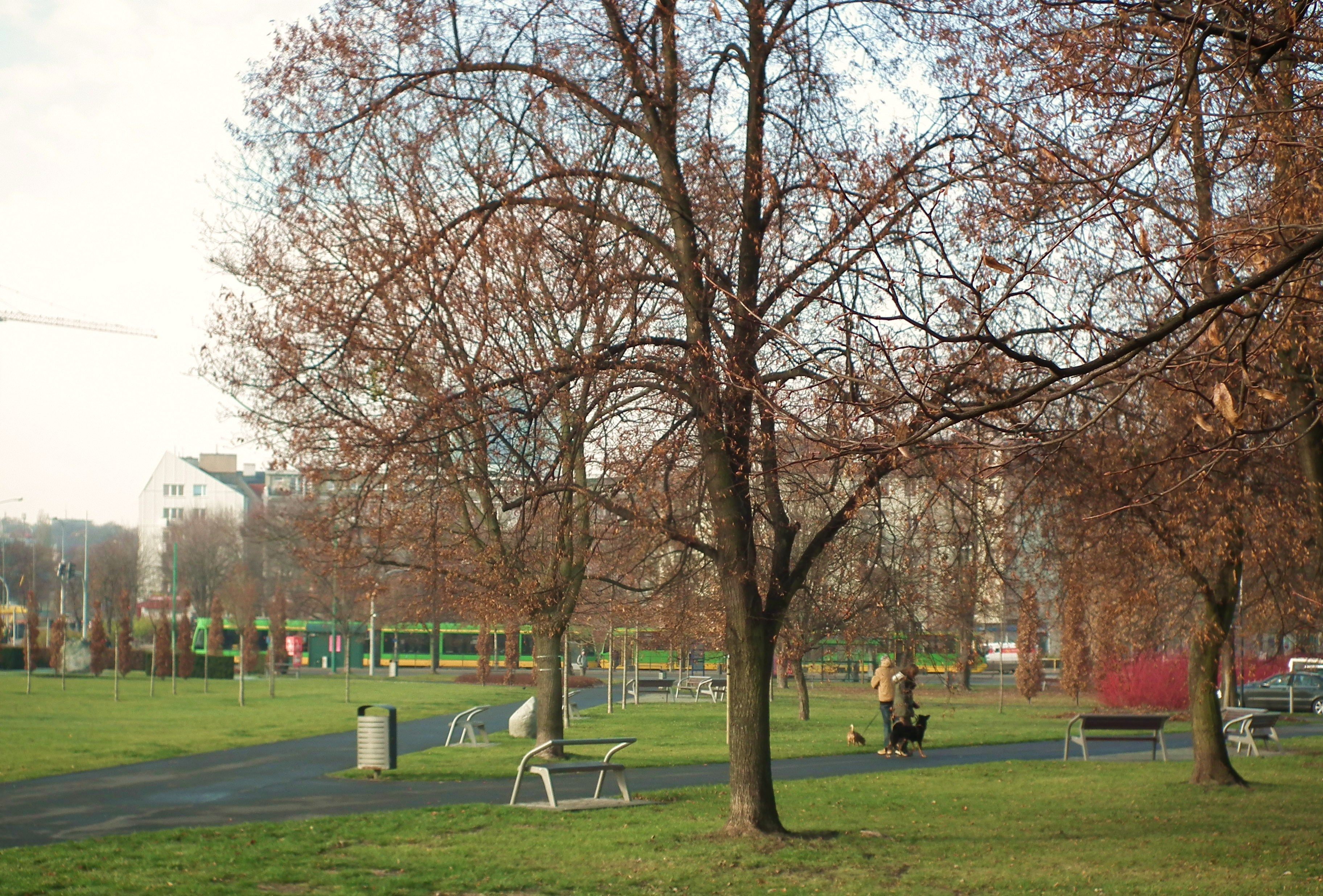
Widok ogólny
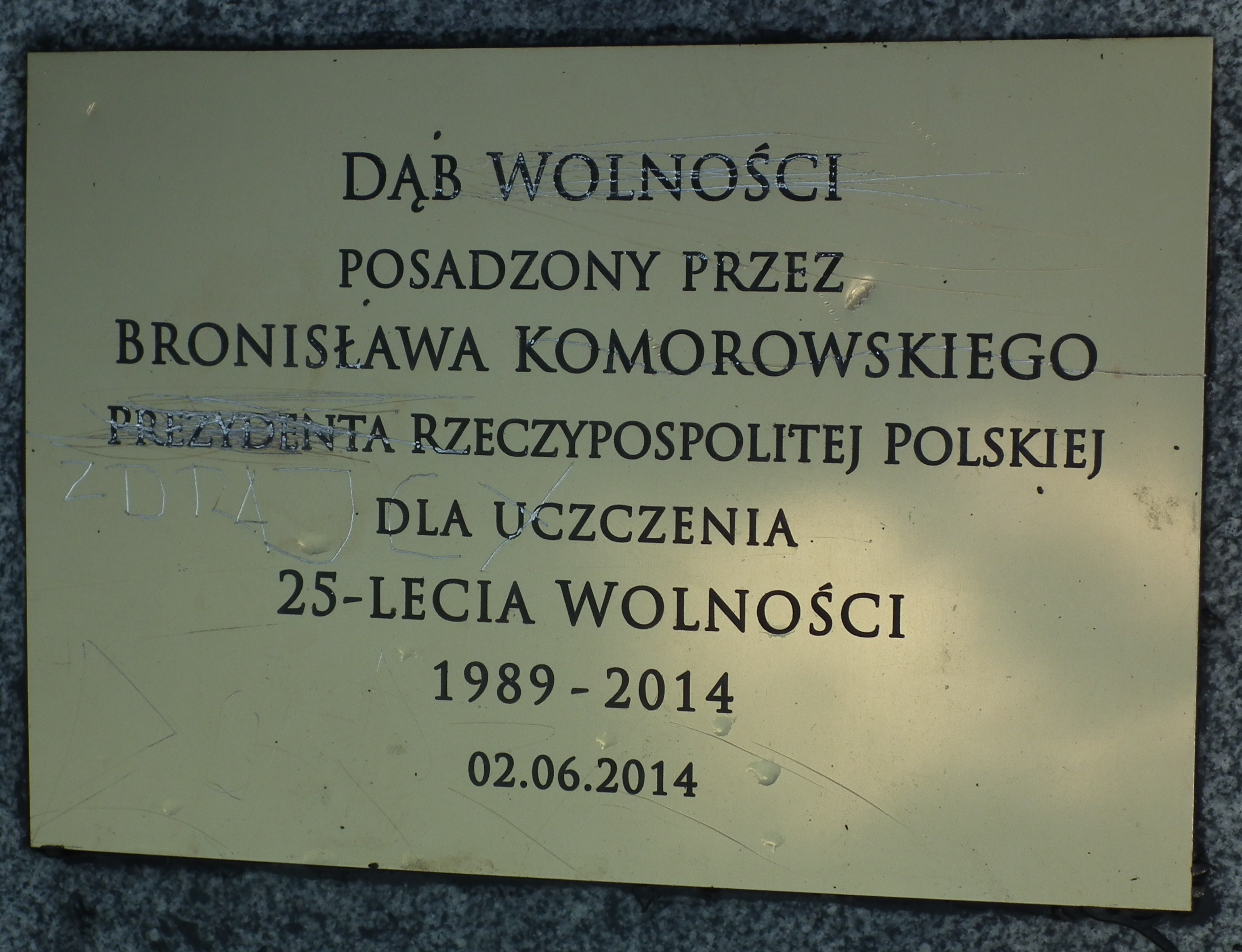
Tabliczka przy Dębie Wolności